# Ideobisium balzanii
Ideobisium balzanii är en spindeldjursart som beskrevs av With 1905. Ideobisium balzanii ingår i släktet Ideobisium och familjen spinnklokrypare. Inga underarter finns listade i Catalogue of Life.